# Ann Andrén
Ann Andrén, född 12 oktober 1938 i Göteborg, är en svensk fotograf och författare.
Andrén har bland annat gått på Poppius journalistskola och Kungliga konsthögskolan. Från 1983 har hon arbetat som frilansfotograf och rest i södra Afrika för att dokumentera kampen mot apartheid. Andrén har mottagit stipendier från bland annat SIDA, Konstnärsnämnden och Sveriges Författarfond.